# Venus Verticordia (slika)
Venus Verticordia (1864-1868) Danteja Gabriela Rossettija je napol gola upodobitev boginja Venera, ki je upodobljena kot mladenka z zlato avreolo in padajočimi rjavimi lasmi, obdana z rožnatimi cvetovi v temnem, bujnem zelenem vrtu. Vidna je njena leva dojka, desna je zakrita z zlatim jabolkom, ki ga drži v levi roki. V desni drži puščico, s konico usmerjeno proti lastnemu srcu, na kateri počiva majhen rumen metulj. Drugi podobni metulji so v avreoli, ki obdaja njeno glavo, eden sedi na jabolku, ki ga drži.
Naslov, ki pomeni Venera, spreminjevlka srca, izhaja iz latinščine in se nanaša na sposobnost Venere, da ženska srca obrne k vrlini.

## Zgodovina slike
Zavetnik John Mitchell iz Bradforda je sliko naročil pri Rossettiju leta 1863, potem ko je videl risbo s kredo umetnikovega modela, katerega telo je bilo uporabljeno za Venus Verticordia. Ta model je bila neimenovana ženska, opisana kot »izjemno čedna kuharica, ki jo je spoznal na ulici«. Rossetti je na sliki delal do leta 1868, nato pa je bila leta 1869 poslana Mitchellu. Leta 1867 je Rossetti spremenil obraz Venere in se od značilnosti prvega modela spremenil v značilnosti Alexe Wilding. Algernon Charles Swinburne je v svojih Zapisih o razstavi kraljeve akademije leta 1868 zapisal, da »je bila velika slika Venere Verticordia v veliki meri preoblikovana; glava je čudovite lepote; zlati metulji lebdijo okoli avreole njenih las; zasveti na jabolko ali puščico v njenih rokah; njen obraz ima sladko premoč cesarske in nesmrtne lepote; zdi se da se njeno veličastno naročje veseli in širi kot vrtnice na obeh straneh. Slika listov in sadja na tej sliki presega mojo pohvalo ali kakršnega koli moškega, a nekaj bom tukaj upošteval; blisk zelenega sijaja iz zgornjih listov rešetke proti mračni zelenici dreves zadaj. Še enkrat se mora pokazati, da lahko slikar sam v besede kot popoln v glasbi barvah smisel in duh svojega dela«. Slika je postala del zbirke umetniške galerije in muzeja Russell-Cotes leta 1945 , potem ko je bila kupljena s pomočjo sklada National Art Collecti.

## Simbolični pomen
Prva in edina večja oljna slika z aktom, ki jo je naslikal Rossetti, Venus Verticordia ima očitno erotično simboliko. Obkrožena je z množico vrtnic in kovačnika, v viktorijanskem obdobju 19. stoletja je bilo zanimanje za jezik cvetja večje in v tem kontekstu bi to cvetje razumeli kot čutne metafore ženske spolnosti / genitalij. Kot umetnik je Rossetti cvetje vrtnic in kovačnika uporabljal tudi kot simbole za spolno strast. Puščica z zlatim vrhom, ki jo drži Venera, je 'Kupidova puščica', Kupid je Venerin sin in bog poželenja in kaže proti levi strani prsnega koša in njenemu srcu. To gledalcu nakazuje priklic nekontrolirane želje.
Zlato jabolko na sliki se nanaša na grško mitologijo, saj je Venera (Afrodita) osvojila nagrado na lepotnem tekmovanju, imenovanem Parisova sodba. V grški mitologiji ta zgodba vključuje dogodke, ki so vodili do trojanske vojne, v njej pa je Paris moški, ki ga je omajala želja po lepi ženski Heleni Trojanski, ki mu jo je ponudila Afrodita (Venera). Jabolko nakazuje tudi idejo o prepovedanem sadju in zgodbo o skušnjavi Eve zaradi greha v rajskem vrtu, kot se dogaja v 1. Mojzesovi knjigi. Ta krščanska ikonografija je v nasprotju z avreolo, ki obkroža Venero - kot običajno znamenje svetosti, v primeru ženskih figur pa čistosti.  Rumeni metulji, osem, ki letijo skozi Venerino avreolo in še dva na njenih rokah, imajo lahko več pomenov. Metulji so bili tradicionalno obravnavani kot simboli duše, ti metulji lahko predstavljajo dušo Venere ali vpletenost duše in telesa v ljubezen in poželenje.

## Umetnikova pesem
Pesem, ki jo je Rossetti napisal k sliki, kaže na njegovo lastno razlago izraza - kot Venera, ki moška srca spreminja iz zvestobe v poželenje.

## Kritični sprejem
Znani likovni kritik in dolgoletni zagovornik bratovščine prerafaelitov John Ruskin je močno nasprotoval spolnemu tonu in podobi te slike. Ko se je Rossetti oddaljil od svojega zgodnjega, bolj običajnega prerafaelitskega sloga, se je njegovo delo začelo spopadati z Ruskinovo konzervativno naravo. Pisma med kolegoma in prijatelji nakazujejo njune spore in zaskrbljenost Ruskina glede metaforike v Venus Verticordii, potem ko jo je videl v Rossettijevem umetniškem ateljeju.
 »Namerno sem uporabil besedo 'čudovito', naslikano o teh rožah. Zame so bile čudovite v svojem realizmu; grozno - ne morem uporabiti nobene druge besede - v njihovi grobosti«. - Odlomek pisma Johna Ruskina Rossettij.